# Cicurina delrio
Cicurina delrio là một loài nhện trong họ Dictynidae.
Loài này thuộc chi Cicurina. Cicurina delrio được Willis J. Gertsch miêu tả năm 1992.